# Critérium du Dauphiné libéré 2003
La 55e édition du Critérium du Dauphiné libéré a lieu du 8 au 15 juin 2003. La course est partie de Villard-de-Lans pour arriver à Grenoble. Elle a été remportée par l'Américain Lance Armstrong, qui en 2012, s'est vu privé de son titre de vainqueur par l'UCI pour dopage.

## Présentation

### Équipes
Quinze équipes participent au Critérium du Dauphiné
| Groupes sportifs I (14)- AG2R Prévoyance - Alessio - Brioches La Boulangère - Crédit agricole - Cofidis-Le Crédit par Téléphone - CSC - Euskaltel-Euskadi - Fdjeux.com - iBanesto.com - Jean Delatour - Phonak Hearing Systems - Quick Step-Davitamon - Rabobank - US Postal Service-Berry Floor Groupe sportif II- BigMat-Auber 93 |
| |

## Étapes
Convaincu de dopage, Lance Armstrong est déclassé de sa victoire d'étape et au classement général en 2012. Il apparait donc rayé dans le tableau si dessous.
| Étape     | Date    | Villes étapes                     | type                        | Distance (km) | Vainqueur d'étape   | Leader du classement général |
| --------- | ------- | --------------------------------- | --------------------------- | ------------- | ------------------- | ---------------------------- |
| Prologue  | 8 juin  | Villard-de-Lans – Villard-de-Lans | prologue                    | 5,1           | Iban Mayo           | Iban Mayo                    |
| 1re étape | 9 juin  | Méaudre – Vaison-la-Romaine       | étape de plaine             | 198           | Plamen Stoyanov     | Iban Mayo                    |
| 2e étape  | 10 juin | Bollène – Vienne                  | étape de plaine             | 195           | Thor Hushovd        | Iban Mayo                    |
| 3e étape  | 11 juin | Saint-Paul-en-Jarez – Saint-Héand | contre-la-montre individuel | 33,4          | Lance Armstrong     | Lance Armstrong              |
| 4e étape  | 12 juin | Vienne – Morzine                  | étape de montagne           | 237           | Iban Mayo           | Lance Armstrong              |
| 5e étape  | 13 juin | Morzine – Chambéry                | étape de moyenne montagne   | 192           | Laurent Lefèvre     | Lance Armstrong              |
| 6e étape  | 14 juin | Challes-les-Eaux – Briançon       | étape de montagne           | 153           | Juan Miguel Mercado | Lance Armstrong              |
| 7e étape  | 15 juin | Briançon – Grenoble               | étape de montagne           | 174           | Cédric Vasseur      | Lance Armstrong              |

## Classements par étapes

### Prologue
| \| Classement de l'étape \| Classement de l'étape \| Classement de l'étape \| Classement de l'étape \| Classement de l'étape \| \| Coureur \| Coureur \| Pays \| Équipe \| Temps \| \| --------------------- \| ----------------------- \| --------------------- \| ------------------------------- \| --------------------- \| \| 1er \| Iban Mayo \| Espagne \| Euskaltel-Euskadi \| 8 min 44 s \| \| 2e \| David Millar \| Royaume-Uni \| Cofidis-Le Crédit par Téléphone \| + 5 s \| \| 3e \| Lance Armstrong \| États-Unis \| US Postal Service-Berry Floor \| DQ \| \| 4e \| Alberto López de Munain \| Espagne \| Euskaltel-Euskadi \| + 14 s \| \| 5e \| Francisco Mancebo \| Espagne \| iBanesto.com \| + 15 s \| \| 6e \| Levi Leipheimer \| États-Unis \| Rabobank \| DQ \| \| 7e \| Bradley McGee \| Australie \| Fdjeux.com \| + 16 s \| \| 8e \| Pablo Lastras \| Espagne \| iBanesto.com \| + 18 s \| \| 9e \| Christophe Moreau \| France \| Crédit Agricole \| + 19 s \| \| 10e \| Laurent Brochard \| France \| AG2R Prévoyance \| + 24 s \| |                         |             |                                 |            |
| |                         |             |                                 |            |
| |                         |             |                                 |            |
| Classement de l'étape |                         |             |                                 |            |
| Coureur | Coureur                 | Pays        | Équipe                          | Temps      |
| 1er | Iban Mayo               | Espagne     | Euskaltel-Euskadi               | 8 min 44 s |
| 2e | David Millar            | Royaume-Uni | Cofidis-Le Crédit par Téléphone | + 5 s      |
| 3e | Lance Armstrong         | États-Unis  | US Postal Service-Berry Floor   | DQ         |
| 4e | Alberto López de Munain | Espagne     | Euskaltel-Euskadi               | + 14 s     |
| 5e | Francisco Mancebo       | Espagne     | iBanesto.com                    | + 15 s     |
| 6e | Levi Leipheimer         | États-Unis  | Rabobank                        | DQ         |
| 7e | Bradley McGee           | Australie   | Fdjeux.com                      | + 16 s     |
| 8e | Pablo Lastras           | Espagne     | iBanesto.com                    | + 18 s     |
| 9e | Christophe Moreau       | France      | Crédit Agricole                 | + 19 s     |
| 10e | Laurent Brochard        | France      | AG2R Prévoyance                 | + 24 s     |

| \| Classement général \| Classement général \| Classement général \| Classement général \| Classement général \| \| Coureur \| Coureur \| Pays \| Équipe \| Temps \| \| ------------------ \| ----------------------- \| ------------------ \| ------------------------------- \| ------------------ \| \| 1er \| Iban Mayo \| Espagne \| Euskaltel-Euskadi \| 8 min 44 s \| \| 2e \| David Millar \| Royaume-Uni \| Cofidis-Le Crédit par Téléphone \| + 5 s \| \| 3e \| Lance Armstrong \| États-Unis \| US Postal Service-Berry Floor \| DQ \| \| 4e \| Alberto López de Munain \| Espagne \| Euskaltel-Euskadi \| + 14 s \| \| 5e \| Francisco Mancebo \| Espagne \| iBanesto.com \| + 15 s \| \| 6e \| Levi Leipheimer \| États-Unis \| Rabobank \| DQ \| \| 7e \| Bradley McGee \| Australie \| Fdjeux.com \| + 16 s \| \| 8e \| Pablo Lastras \| Espagne \| iBanesto.com \| + 18 s \| \| 9e \| Christophe Moreau \| France \| Crédit Agricole \| + 19 s \| \| 10e \| Laurent Brochard \| France \| AG2R Prévoyance \| + 24 s \| |                         |             |                                 |            |
| |                         |             |                                 |            |
| |                         |             |                                 |            |
| Classement général |                         |             |                                 |            |
| Coureur | Coureur                 | Pays        | Équipe                          | Temps      |
| 1er | Iban Mayo               | Espagne     | Euskaltel-Euskadi               | 8 min 44 s |
| 2e | David Millar            | Royaume-Uni | Cofidis-Le Crédit par Téléphone | + 5 s      |
| 3e | Lance Armstrong         | États-Unis  | US Postal Service-Berry Floor   | DQ         |
| 4e | Alberto López de Munain | Espagne     | Euskaltel-Euskadi               | + 14 s     |
| 5e | Francisco Mancebo       | Espagne     | iBanesto.com                    | + 15 s     |
| 6e | Levi Leipheimer         | États-Unis  | Rabobank                        | DQ         |
| 7e | Bradley McGee           | Australie   | Fdjeux.com                      | + 16 s     |
| 8e | Pablo Lastras           | Espagne     | iBanesto.com                    | + 18 s     |
| 9e | Christophe Moreau       | France      | Crédit Agricole                 | + 19 s     |
| 10e | Laurent Brochard        | France      | AG2R Prévoyance                 | + 24 s     |

### 1reétape
| \| Classement de l'étape \| Classement de l'étape \| Classement de l'étape \| Classement de l'étape \| Classement de l'étape \| \| Coureur \| Coureur \| Pays \| Équipe \| Temps \| \| --------------------- \| --------------------- \| --------------------- \| ------------------------------- \| --------------------- \| \| 1er \| Plamen Stoyanov \| Bulgarie \| BigMat-Auber 93 \| 4 h 39 min 15 s \| \| 2e \| Bradley McGee \| Australie \| Fdjeux.com \| + 0 s \| \| 3e \| Walter Bénéteau \| France \| Brioches La Boulangère \| + 0 s \| \| 4e \| Alexei Sivakov \| Russie \| BigMat-Auber 93 \| + 0 s \| \| 5e \| Iban Mayo \| Espagne \| Euskaltel-Euskadi \| + 0 s \| \| 6e \| Philippe Gilbert \| Belgique \| Fdjeux.com \| + 0 s \| \| 7e \| Cédric Vasseur \| France \| Cofidis-Le Crédit par Téléphone \| + 0 s \| \| 8e \| Patrice Halgand \| France \| Jean Delatour \| + 0 s \| \| 9e \| Íñigo Chaurreau \| Espagne \| AG2R Prévoyance \| + 0 s \| \| 10e \| David Millar \| Royaume-Uni \| Cofidis-Le Crédit par Téléphone \| + 0 s \| |                  |             |                                 |                 |
| |                  |             |                                 |                 |
| |                  |             |                                 |                 |
| Classement de l'étape |                  |             |                                 |                 |
| Coureur | Coureur          | Pays        | Équipe                          | Temps           |
| 1er | Plamen Stoyanov  | Bulgarie    | BigMat-Auber 93                 | 4 h 39 min 15 s |
| 2e | Bradley McGee    | Australie   | Fdjeux.com                      | + 0 s           |
| 3e | Walter Bénéteau  | France      | Brioches La Boulangère          | + 0 s           |
| 4e | Alexei Sivakov   | Russie      | BigMat-Auber 93                 | + 0 s           |
| 5e | Iban Mayo        | Espagne     | Euskaltel-Euskadi               | + 0 s           |
| 6e | Philippe Gilbert | Belgique    | Fdjeux.com                      | + 0 s           |
| 7e | Cédric Vasseur   | France      | Cofidis-Le Crédit par Téléphone | + 0 s           |
| 8e | Patrice Halgand  | France      | Jean Delatour                   | + 0 s           |
| 9e | Íñigo Chaurreau  | Espagne     | AG2R Prévoyance                 | + 0 s           |
| 10e | David Millar     | Royaume-Uni | Cofidis-Le Crédit par Téléphone | + 0 s           |

| \| Classement général \| Classement général \| Classement général \| Classement général \| Classement général \| \| Coureur \| Coureur \| Pays \| Équipe \| Temps \| \| ------------------ \| ----------------------- \| ------------------ \| ------------------------------- \| ------------------ \| \| 1er \| Iban Mayo \| Espagne \| Euskaltel-Euskadi \| 4 h 47 min 59 s \| \| 2e \| David Millar \| Royaume-Uni \| Cofidis-Le Crédit par Téléphone \| + 5 s \| \| 3e \| Bradley McGee \| Australie \| Fdjeux.com \| + 10 s \| \| 4e \| Lance Armstrong \| États-Unis \| US Postal Service-Berry Floor \| DQ \| \| 5e \| Alberto López de Munain \| Espagne \| Euskaltel-Euskadi \| + 14 s \| \| 6e \| Francisco Mancebo \| Espagne \| iBanesto.com \| + 15 s \| \| 7e \| Levi Leipheimer \| États-Unis \| Rabobank \| DQ \| \| 8e \| Pablo Lastras \| Espagne \| iBanesto.com \| + 18 s \| \| 9e \| Christophe Moreau \| France \| Crédit Agricole \| + 19 s \| \| 10e \| Laurent Brochard \| France \| AG2R Prévoyance \| + 24 s \| |                         |             |                                 |                 |
| |                         |             |                                 |                 |
| |                         |             |                                 |                 |
| Classement général |                         |             |                                 |                 |
| Coureur | Coureur                 | Pays        | Équipe                          | Temps           |
| 1er | Iban Mayo               | Espagne     | Euskaltel-Euskadi               | 4 h 47 min 59 s |
| 2e | David Millar            | Royaume-Uni | Cofidis-Le Crédit par Téléphone | + 5 s           |
| 3e | Bradley McGee           | Australie   | Fdjeux.com                      | + 10 s          |
| 4e | Lance Armstrong         | États-Unis  | US Postal Service-Berry Floor   | DQ              |
| 5e | Alberto López de Munain | Espagne     | Euskaltel-Euskadi               | + 14 s          |
| 6e | Francisco Mancebo       | Espagne     | iBanesto.com                    | + 15 s          |
| 7e | Levi Leipheimer         | États-Unis  | Rabobank                        | DQ              |
| 8e | Pablo Lastras           | Espagne     | iBanesto.com                    | + 18 s          |
| 9e | Christophe Moreau       | France      | Crédit Agricole                 | + 19 s          |
| 10e | Laurent Brochard        | France      | AG2R Prévoyance                 | + 24 s          |

### 2eétape
| \| Classement de l'étape \| Classement de l'étape \| Classement de l'étape \| Classement de l'étape \| Classement de l'étape \| \| Coureur \| Coureur \| Pays \| Équipe \| Temps \| \| --------------------- \| --------------------- \| --------------------- \| ------------------------------- \| --------------------- \| \| 1er \| Thor Hushovd \| Norvège \| Crédit Agricole \| 4 h 23 min 42 s \| \| 2e \| Aliaksandr Usau \| Biélorussie \| Phonak Hearing Systems \| + 0 s \| \| 3e \| Baden Cooke \| Australie \| Fdjeux.com \| + 0 s \| \| 4e \| Tom Boonen \| Belgique \| Quick Step-Davitamon \| + 0 s \| \| 5e \| Plamen Stoyanov \| Bulgarie \| BigMat-Auber 93 \| + 0 s \| \| 6e \| Samuel Dumoulin \| France \| Jean Delatour \| + 0 s \| \| 7e \| Cédric Vasseur \| France \| Cofidis-Le Crédit par Téléphone \| + 0 s \| \| 8e \| Janek Tombak \| Estonie \| Cofidis-Le Crédit par Téléphone \| + 0 s \| \| 9e \| Angelo Furlan \| Italie \| Alessio \| + 0 s \| \| 10e \| Andy Flickinger \| France \| AG2R Prévoyance \| + 0 s \| |                 |             |                                 |                 |
| |                 |             |                                 |                 |
| |                 |             |                                 |                 |
| Classement de l'étape |                 |             |                                 |                 |
| Coureur | Coureur         | Pays        | Équipe                          | Temps           |
| 1er | Thor Hushovd    | Norvège     | Crédit Agricole                 | 4 h 23 min 42 s |
| 2e | Aliaksandr Usau | Biélorussie | Phonak Hearing Systems          | + 0 s           |
| 3e | Baden Cooke     | Australie   | Fdjeux.com                      | + 0 s           |
| 4e | Tom Boonen      | Belgique    | Quick Step-Davitamon            | + 0 s           |
| 5e | Plamen Stoyanov | Bulgarie    | BigMat-Auber 93                 | + 0 s           |
| 6e | Samuel Dumoulin | France      | Jean Delatour                   | + 0 s           |
| 7e | Cédric Vasseur  | France      | Cofidis-Le Crédit par Téléphone | + 0 s           |
| 8e | Janek Tombak    | Estonie     | Cofidis-Le Crédit par Téléphone | + 0 s           |
| 9e | Angelo Furlan   | Italie      | Alessio                         | + 0 s           |
| 10e | Andy Flickinger | France      | AG2R Prévoyance                 | + 0 s           |

| \| Classement général \| Classement général \| Classement général \| Classement général \| Classement général \| \| Coureur \| Coureur \| Pays \| Équipe \| Temps \| \| ------------------ \| ----------------------- \| ------------------ \| ------------------------------- \| ------------------ \| \| 1er \| Iban Mayo \| Espagne \| Euskaltel-Euskadi \| 9 h 11 min 41 s \| \| 2e \| David Millar \| Royaume-Uni \| Cofidis-Le Crédit par Téléphone \| + 5 s \| \| 3e \| Bradley McGee \| Australie \| Fdjeux.com \| + 10 s \| \| 4e \| Lance Armstrong \| États-Unis \| US Postal Service-Berry Floor \| DQ \| \| 5e \| Alberto López de Munain \| Espagne \| Euskaltel-Euskadi \| + 14 s \| \| 6e \| Francisco Mancebo \| Espagne \| iBanesto.com \| + 15 s \| \| 7e \| Levi Leipheimer \| États-Unis \| Rabobank \| DQ \| \| 8e \| Pablo Lastras \| Espagne \| iBanesto.com \| + 18 s \| \| 9e \| Christophe Moreau \| France \| Crédit Agricole \| + 19 s \| \| 10e \| Laurent Brochard \| France \| AG2R Prévoyance \| + 24 s \| |                         |             |                                 |                 |
| |                         |             |                                 |                 |
| |                         |             |                                 |                 |
| Classement général |                         |             |                                 |                 |
| Coureur | Coureur                 | Pays        | Équipe                          | Temps           |
| 1er | Iban Mayo               | Espagne     | Euskaltel-Euskadi               | 9 h 11 min 41 s |
| 2e | David Millar            | Royaume-Uni | Cofidis-Le Crédit par Téléphone | + 5 s           |
| 3e | Bradley McGee           | Australie   | Fdjeux.com                      | + 10 s          |
| 4e | Lance Armstrong         | États-Unis  | US Postal Service-Berry Floor   | DQ              |
| 5e | Alberto López de Munain | Espagne     | Euskaltel-Euskadi               | + 14 s          |
| 6e | Francisco Mancebo       | Espagne     | iBanesto.com                    | + 15 s          |
| 7e | Levi Leipheimer         | États-Unis  | Rabobank                        | DQ              |
| 8e | Pablo Lastras           | Espagne     | iBanesto.com                    | + 18 s          |
| 9e | Christophe Moreau       | France      | Crédit Agricole                 | + 19 s          |
| 10e | Laurent Brochard        | France      | AG2R Prévoyance                 | + 24 s          |

### 3eétape
| \| Classement de l'étape \| Classement de l'étape \| Classement de l'étape \| Classement de l'étape \| Classement de l'étape \| \| Coureur \| Coureur \| Pays \| Équipe \| Temps \| \| --------------------- \| --------------------- \| --------------------- \| ------------------------------- \| --------------------- \| \| 1er \| Lance Armstrong \| États-Unis \| US Postal Service-Berry Floor \| DQ \| \| 2e \| David Millar \| Royaume-Uni \| Cofidis-Le Crédit par Téléphone \| + 1 min 06 s \| \| 3e \| Iban Mayo \| Espagne \| Euskaltel-Euskadi \| + 1 min 26 s \| \| 4e \| Íñigo Chaurreau \| Espagne \| AG2R Prévoyance \| + 1 min 59 s \| \| 5e \| Didier Rous \| France \| Brioches La Boulangère \| + 2 min 09 s \| \| 6e \| Francisco Mancebo \| Espagne \| iBanesto.com \| + 2 min 31 s \| \| 7e \| Levi Leipheimer \| États-Unis \| Rabobank \| DQ \| \| 8e \| Carlos Sastre \| Espagne \| CSC \| + 2 min 56 s \| \| 9e \| Andrea Peron \| Italie \| CSC \| + 3 min 01 s \| \| 10e \| Grischa Niermann \| Allemagne \| Rabobank \| + 3 min 02 s \| |                   |             |                                 |              |
| |                   |             |                                 |              |
| |                   |             |                                 |              |
| Classement de l'étape |                   |             |                                 |              |
| Coureur | Coureur           | Pays        | Équipe                          | Temps        |
| 1er | Lance Armstrong   | États-Unis  | US Postal Service-Berry Floor   | DQ           |
| 2e | David Millar      | Royaume-Uni | Cofidis-Le Crédit par Téléphone | + 1 min 06 s |
| 3e | Iban Mayo         | Espagne     | Euskaltel-Euskadi               | + 1 min 26 s |
| 4e | Íñigo Chaurreau   | Espagne     | AG2R Prévoyance                 | + 1 min 59 s |
| 5e | Didier Rous       | France      | Brioches La Boulangère          | + 2 min 09 s |
| 6e | Francisco Mancebo | Espagne     | iBanesto.com                    | + 2 min 31 s |
| 7e | Levi Leipheimer   | États-Unis  | Rabobank                        | DQ           |
| 8e | Carlos Sastre     | Espagne     | CSC                             | + 2 min 56 s |
| 9e | Andrea Peron      | Italie      | CSC                             | + 3 min 01 s |
| 10e | Grischa Niermann  | Allemagne   | Rabobank                        | + 3 min 02 s |

| \| Classement général \| Classement général \| Classement général \| Classement général \| Classement général \| \| Coureur \| Coureur \| Pays \| Équipe \| Temps \| \| ------------------ \| ------------------ \| ------------------ \| ------------------------------- \| ------------------ \| \| 1er \| Lance Armstrong \| États-Unis \| US Postal Service-Berry Floor \| DQ \| \| 2e \| David Millar \| Royaume-Uni \| Cofidis-Le Crédit par Téléphone \| + 1 min 01 s \| \| 3e \| Iban Mayo \| Espagne \| Euskaltel-Euskadi \| + 1 min 15 s \| \| 4e \| Íñigo Chaurreau \| Espagne \| AG2R Prévoyance \| + 2 min 26 s \| \| 5e \| Didier Rous \| France \| Brioches La Boulangère \| + 2 min 34 s \| \| 6e \| Francisco Mancebo \| Espagne \| iBanesto.com \| + 2 min 36 s \| \| 7e \| Levi Leipheimer \| États-Unis \| Rabobank \| DQ \| \| 8e \| Carlos Sastre \| Espagne \| CSC \| + 3 min 15 s \| \| 9e \| Vladimir Karpets \| Russie \| iBanesto.com \| + 3 min 31 s \| \| 10e \| Christophe Moreau \| France \| Crédit Agricole \| + 3 min 35 s \| |                   |             |                                 |              |
| |                   |             |                                 |              |
| |                   |             |                                 |              |
| Classement général |                   |             |                                 |              |
| Coureur | Coureur           | Pays        | Équipe                          | Temps        |
| 1er | Lance Armstrong   | États-Unis  | US Postal Service-Berry Floor   | DQ           |
| 2e | David Millar      | Royaume-Uni | Cofidis-Le Crédit par Téléphone | + 1 min 01 s |
| 3e | Iban Mayo         | Espagne     | Euskaltel-Euskadi               | + 1 min 15 s |
| 4e | Íñigo Chaurreau   | Espagne     | AG2R Prévoyance                 | + 2 min 26 s |
| 5e | Didier Rous       | France      | Brioches La Boulangère          | + 2 min 34 s |
| 6e | Francisco Mancebo | Espagne     | iBanesto.com                    | + 2 min 36 s |
| 7e | Levi Leipheimer   | États-Unis  | Rabobank                        | DQ           |
| 8e | Carlos Sastre     | Espagne     | CSC                             | + 3 min 15 s |
| 9e | Vladimir Karpets  | Russie      | iBanesto.com                    | + 3 min 31 s |
| 10e | Christophe Moreau | France      | Crédit Agricole                 | + 3 min 35 s |

### 4eétape
| \| Classement de l'étape \| Classement de l'étape \| Classement de l'étape \| Classement de l'étape \| Classement de l'étape \| \| Coureur \| Coureur \| Pays \| Équipe \| Temps \| \| --------------------- \| --------------------- \| --------------------- \| ----------------------------- \| --------------------- \| \| 1er \| Iban Mayo \| Espagne \| Euskaltel-Euskadi \| 6 h 26 min 44 s \| \| 2e \| Lance Armstrong \| États-Unis \| US Postal Service-Berry Floor \| DQ \| \| 3e \| Francisco Mancebo \| Espagne \| iBanesto.com \| + 0 s \| \| 4e \| Christophe Moreau \| France \| Crédit Agricole \| + 37 s \| \| 5e \| Richard Virenque \| France \| Quick Step-Davitamon \| + 1 min 11 s \| \| 6e \| Alexandre Botcharov \| Russie \| AG2R Prévoyance \| + 1 min 11 s \| \| 7e \| Laurent Dufaux \| Suisse \| Alessio \| + 1 min 11 s \| \| 8e \| Cyril Dessel \| France \| Phonak Hearing Systems \| + 1 min 11 s \| \| 9e \| David Cañada \| Espagne \| Quick Step-Davitamon \| + 1 min 11 s \| \| 10e \| Egoi Martínez \| Espagne \| Euskaltel-Euskadi \| + 1 min 11 s \| |                     |            |                               |                 |
| |                     |            |                               |                 |
| |                     |            |                               |                 |
| Classement de l'étape |                     |            |                               |                 |
| Coureur | Coureur             | Pays       | Équipe                        | Temps           |
| 1er | Iban Mayo           | Espagne    | Euskaltel-Euskadi             | 6 h 26 min 44 s |
| 2e | Lance Armstrong     | États-Unis | US Postal Service-Berry Floor | DQ              |
| 3e | Francisco Mancebo   | Espagne    | iBanesto.com                  | + 0 s           |
| 4e | Christophe Moreau   | France     | Crédit Agricole               | + 37 s          |
| 5e | Richard Virenque    | France     | Quick Step-Davitamon          | + 1 min 11 s    |
| 6e | Alexandre Botcharov | Russie     | AG2R Prévoyance               | + 1 min 11 s    |
| 7e | Laurent Dufaux      | Suisse     | Alessio                       | + 1 min 11 s    |
| 8e | Cyril Dessel        | France     | Phonak Hearing Systems        | + 1 min 11 s    |
| 9e | David Cañada        | Espagne    | Quick Step-Davitamon          | + 1 min 11 s    |
| 10e | Egoi Martínez       | Espagne    | Euskaltel-Euskadi             | + 1 min 11 s    |

| \| Classement général \| Classement général \| Classement général \| Classement général \| Classement général \| \| Coureur \| Coureur \| Pays \| Équipe \| Temps \| \| ------------------ \| ----------------------- \| ------------------ \| ------------------------------- \| ------------------ \| \| 1er \| Lance Armstrong \| États-Unis \| US Postal Service-Berry Floor \| DQ \| \| 2e \| Iban Mayo \| Espagne \| Euskaltel-Euskadi \| + 1 min 15 s \| \| 3e \| David Millar \| Royaume-Uni \| Cofidis-Le Crédit par Téléphone \| + 2 min 12 s \| \| 4e \| Francisco Mancebo \| Espagne \| iBanesto.com \| + 2 min 36 s \| \| 5e \| Íñigo Chaurreau \| Espagne \| AG2R Prévoyance \| + 3 min 37 s \| \| 6e \| Christophe Moreau \| France \| Crédit Agricole \| + 4 min 12 s \| \| 7e \| Levi Leipheimer \| États-Unis \| Rabobank \| DQ \| \| 8e \| Alberto López de Munain \| Espagne \| Euskaltel-Euskadi \| + 4 min 46 s \| \| 9e \| Grischa Niermann \| Allemagne \| Rabobank \| + 4 min 58 s \| \| 10e \| Mikel Astarloza \| Espagne \| AG2R Prévoyance \| + 5 min 02 s \| |                         |             |                                 |              |
| |                         |             |                                 |              |
| |                         |             |                                 |              |
| Classement général |                         |             |                                 |              |
| Coureur | Coureur                 | Pays        | Équipe                          | Temps        |
| 1er | Lance Armstrong         | États-Unis  | US Postal Service-Berry Floor   | DQ           |
| 2e | Iban Mayo               | Espagne     | Euskaltel-Euskadi               | + 1 min 15 s |
| 3e | David Millar            | Royaume-Uni | Cofidis-Le Crédit par Téléphone | + 2 min 12 s |
| 4e | Francisco Mancebo       | Espagne     | iBanesto.com                    | + 2 min 36 s |
| 5e | Íñigo Chaurreau         | Espagne     | AG2R Prévoyance                 | + 3 min 37 s |
| 6e | Christophe Moreau       | France      | Crédit Agricole                 | + 4 min 12 s |
| 7e | Levi Leipheimer         | États-Unis  | Rabobank                        | DQ           |
| 8e | Alberto López de Munain | Espagne     | Euskaltel-Euskadi               | + 4 min 46 s |
| 9e | Grischa Niermann        | Allemagne   | Rabobank                        | + 4 min 58 s |
| 10e | Mikel Astarloza         | Espagne     | AG2R Prévoyance                 | + 5 min 02 s |

### 5eétape
| \| Classement de l'étape \| Classement de l'étape \| Classement de l'étape \| Classement de l'étape \| Classement de l'étape \| \| Coureur \| Coureur \| Pays \| Équipe \| Temps \| \| --------------------- \| --------------------- \| --------------------- \| ------------------------------- \| --------------------- \| \| 1er \| Laurent Lefèvre \| France \| Jean Delatour \| 4 h 39 min 22 s \| \| 2e \| Pierrick Fédrigo \| France \| Crédit Agricole \| + 0 s \| \| 3e \| Denis Menchov \| Russie \| iBanesto.com \| + 0 s \| \| 4e \| Maryan Hary \| France \| Brioches La Boulangère \| + 0 s \| \| 5e \| Patrice Halgand \| France \| Jean Delatour \| + 0 s \| \| 6e \| Andrey Kashechkin \| Kazakhstan \| Quick Step-Davitamon \| + 0 s \| \| 7e \| David Millar \| Royaume-Uni \| Cofidis-Le Crédit par Téléphone \| + 56 s \| \| 8e \| Lance Armstrong \| États-Unis \| US Postal Service-Berry Floor \| DQ \| \| 9e \| Iban Mayo \| Espagne \| Euskaltel-Euskadi \| + 56 s \| \| 10e \| Andrea Peron \| Italie \| CSC \| + 59 s \| |                   |             |                                 |                 |
| |                   |             |                                 |                 |
| |                   |             |                                 |                 |
| Classement de l'étape |                   |             |                                 |                 |
| Coureur | Coureur           | Pays        | Équipe                          | Temps           |
| 1er | Laurent Lefèvre   | France      | Jean Delatour                   | 4 h 39 min 22 s |
| 2e | Pierrick Fédrigo  | France      | Crédit Agricole                 | + 0 s           |
| 3e | Denis Menchov     | Russie      | iBanesto.com                    | + 0 s           |
| 4e | Maryan Hary       | France      | Brioches La Boulangère          | + 0 s           |
| 5e | Patrice Halgand   | France      | Jean Delatour                   | + 0 s           |
| 6e | Andrey Kashechkin | Kazakhstan  | Quick Step-Davitamon            | + 0 s           |
| 7e | David Millar      | Royaume-Uni | Cofidis-Le Crédit par Téléphone | + 56 s          |
| 8e | Lance Armstrong   | États-Unis  | US Postal Service-Berry Floor   | DQ              |
| 9e | Iban Mayo         | Espagne     | Euskaltel-Euskadi               | + 56 s          |
| 10e | Andrea Peron      | Italie      | CSC                             | + 59 s          |

| \| Classement général \| Classement général \| Classement général \| Classement général \| Classement général \| \| Coureur \| Coureur \| Pays \| Équipe \| Temps \| \| ------------------ \| ----------------------- \| ------------------ \| ------------------------------- \| ------------------ \| \| 1er \| Lance Armstrong \| États-Unis \| US Postal Service-Berry Floor \| DQ \| \| 2e \| Iban Mayo \| Espagne \| Euskaltel-Euskadi \| + 1 min 15 s \| \| 3e \| David Millar \| Royaume-Uni \| Cofidis-Le Crédit par Téléphone \| + 2 min 12 s \| \| 4e \| Francisco Mancebo \| Espagne \| iBanesto.com \| + 3 min 18 s \| \| 5e \| Íñigo Chaurreau \| Espagne \| AG2R Prévoyance \| + 4 min 19 s \| \| 6e \| Christophe Moreau \| France \| Crédit Agricole \| + 4 min 54 s \| \| 7e \| Levi Leipheimer \| États-Unis \| Rabobank \| DQ \| \| 8e \| Alberto López de Munain \| Espagne \| Euskaltel-Euskadi \| + 5 min 28 s \| \| 9e \| Andrey Kashechkin \| Kazakhstan \| Quick Step-Davitamon \| + 5 min 38 s \| \| 10e \| Grischa Niermann \| Allemagne \| Rabobank \| + 5 min 40 s \| |                         |             |                                 |              |
| |                         |             |                                 |              |
| |                         |             |                                 |              |
| Classement général |                         |             |                                 |              |
| Coureur | Coureur                 | Pays        | Équipe                          | Temps        |
| 1er | Lance Armstrong         | États-Unis  | US Postal Service-Berry Floor   | DQ           |
| 2e | Iban Mayo               | Espagne     | Euskaltel-Euskadi               | + 1 min 15 s |
| 3e | David Millar            | Royaume-Uni | Cofidis-Le Crédit par Téléphone | + 2 min 12 s |
| 4e | Francisco Mancebo       | Espagne     | iBanesto.com                    | + 3 min 18 s |
| 5e | Íñigo Chaurreau         | Espagne     | AG2R Prévoyance                 | + 4 min 19 s |
| 6e | Christophe Moreau       | France      | Crédit Agricole                 | + 4 min 54 s |
| 7e | Levi Leipheimer         | États-Unis  | Rabobank                        | DQ           |
| 8e | Alberto López de Munain | Espagne     | Euskaltel-Euskadi               | + 5 min 28 s |
| 9e | Andrey Kashechkin       | Kazakhstan  | Quick Step-Davitamon            | + 5 min 38 s |
| 10e | Grischa Niermann        | Allemagne   | Rabobank                        | + 5 min 40 s |

### 6eétape
| \| Classement de l'étape \| Classement de l'étape \| Classement de l'étape \| Classement de l'étape \| Classement de l'étape \| \| Coureur \| Coureur \| Pays \| Équipe \| Temps \| \| --------------------- \| --------------------- \| --------------------- \| ------------------------------- \| --------------------- \| \| 1er \| Juan Miguel Mercado \| Espagne \| iBanesto.com \| 3 h 58 min 47 s \| \| 2e \| Iban Mayo \| Espagne \| Euskaltel-Euskadi \| + 26 s \| \| 3e \| Mikel Astarloza \| Espagne \| AG2R Prévoyance \| + 29 s \| \| 4e \| Lance Armstrong \| États-Unis \| US Postal Service-Berry Floor \| DQ \| \| 5e \| Francisco Mancebo \| Espagne \| iBanesto.com \| + 29 s \| \| 6e \| Christophe Moreau \| France \| Crédit Agricole \| + 34 s \| \| 7e \| Patrice Halgand \| France \| Jean Delatour \| + 34 s \| \| 8e \| Levi Leipheimer \| États-Unis \| Rabobank \| DQ \| \| 9e \| Nicolas Vogondy \| France \| Fdjeux.com \| + 34 s \| \| 10e \| David Millar \| Royaume-Uni \| Cofidis-Le Crédit par Téléphone \| + 34 s \| |                     |             |                                 |                 |
| |                     |             |                                 |                 |
| |                     |             |                                 |                 |
| Classement de l'étape |                     |             |                                 |                 |
| Coureur | Coureur             | Pays        | Équipe                          | Temps           |
| 1er | Juan Miguel Mercado | Espagne     | iBanesto.com                    | 3 h 58 min 47 s |
| 2e | Iban Mayo           | Espagne     | Euskaltel-Euskadi               | + 26 s          |
| 3e | Mikel Astarloza     | Espagne     | AG2R Prévoyance                 | + 29 s          |
| 4e | Lance Armstrong     | États-Unis  | US Postal Service-Berry Floor   | DQ              |
| 5e | Francisco Mancebo   | Espagne     | iBanesto.com                    | + 29 s          |
| 6e | Christophe Moreau   | France      | Crédit Agricole                 | + 34 s          |
| 7e | Patrice Halgand     | France      | Jean Delatour                   | + 34 s          |
| 8e | Levi Leipheimer     | États-Unis  | Rabobank                        | DQ              |
| 9e | Nicolas Vogondy     | France      | Fdjeux.com                      | + 34 s          |
| 10e | David Millar        | Royaume-Uni | Cofidis-Le Crédit par Téléphone | + 34 s          |

| \| Classement général \| Classement général \| Classement général \| Classement général \| Classement général \| \| Coureur \| Coureur \| Pays \| Équipe \| Temps \| \| ------------------ \| ----------------------- \| ------------------ \| ------------------------------- \| ------------------ \| \| 1er \| Lance Armstrong \| États-Unis \| US Postal Service-Berry Floor \| DQ \| \| 2e \| Iban Mayo \| Espagne \| Euskaltel-Euskadi \| + 1 min 12 s \| \| 3e \| David Millar \| Royaume-Uni \| Cofidis-Le Crédit par Téléphone \| + 2 min 17 s \| \| 4e \| Francisco Mancebo \| Espagne \| iBanesto.com \| + 3 min 18 s \| \| 5e \| Íñigo Chaurreau \| Espagne \| AG2R Prévoyance \| + 4 min 36 s \| \| 6e \| Christophe Moreau \| France \| Crédit Agricole \| + 4 min 59 s \| \| 7e \| Levi Leipheimer \| États-Unis \| Rabobank \| DQ \| \| 8e \| Alberto López de Munain \| Espagne \| Euskaltel-Euskadi \| + 5 min 45 s \| \| 9e \| Cyril Dessel \| France \| Phonak Hearing Systems \| + 6 min 01 s \| \| 10e \| Juan Miguel Mercado \| Espagne \| iBanesto.com \| + 6 min 03 s \| |                         |             |                                 |              |
| |                         |             |                                 |              |
| |                         |             |                                 |              |
| Classement général |                         |             |                                 |              |
| Coureur | Coureur                 | Pays        | Équipe                          | Temps        |
| 1er | Lance Armstrong         | États-Unis  | US Postal Service-Berry Floor   | DQ           |
| 2e | Iban Mayo               | Espagne     | Euskaltel-Euskadi               | + 1 min 12 s |
| 3e | David Millar            | Royaume-Uni | Cofidis-Le Crédit par Téléphone | + 2 min 17 s |
| 4e | Francisco Mancebo       | Espagne     | iBanesto.com                    | + 3 min 18 s |
| 5e | Íñigo Chaurreau         | Espagne     | AG2R Prévoyance                 | + 4 min 36 s |
| 6e | Christophe Moreau       | France      | Crédit Agricole                 | + 4 min 59 s |
| 7e | Levi Leipheimer         | États-Unis  | Rabobank                        | DQ           |
| 8e | Alberto López de Munain | Espagne     | Euskaltel-Euskadi               | + 5 min 45 s |
| 9e | Cyril Dessel            | France      | Phonak Hearing Systems          | + 6 min 01 s |
| 10e | Juan Miguel Mercado     | Espagne     | iBanesto.com                    | + 6 min 03 s |

### 7eétape
| \| Classement de l'étape \| Classement de l'étape \| Classement de l'étape \| Classement de l'étape \| Classement de l'étape \| \| Coureur \| Coureur \| Pays \| Équipe \| Temps \| \| --------------------- \| --------------------- \| --------------------- \| ------------------------------- \| --------------------- \| \| 1er \| Cédric Vasseur \| France \| Cofidis-Le Crédit par Téléphone \| 4 h 22 min 02 s \| \| 2e \| Christophe Edaleine \| France \| Jean Delatour \| + 2 min 00 s \| \| 3e \| Iban Mayo \| Espagne \| Euskaltel-Euskadi \| + 2 min 09 s \| \| 4e \| Christophe Moreau \| France \| Crédit Agricole \| + 2 min 09 s \| \| 5e \| Juan Miguel Mercado \| Espagne \| iBanesto.com \| + 2 min 09 s \| \| 6e \| Lance Armstrong \| États-Unis \| US Postal Service-Berry Floor \| DQ \| \| 7e \| David Millar \| Royaume-Uni \| Cofidis-Le Crédit par Téléphone \| + 2 min 39 s \| \| 8e \| Remmert Wielinga \| Pays-Bas \| Rabobank \| + 2 min 56 s \| \| 9e \| Cyril Dessel \| France \| Phonak Hearing Systems \| + 3 min 26 s \| \| 10e \| Massimiliano Lelli \| Italie \| Cofidis-Le Crédit par Téléphone \| + 3 min 26 s \| |                     |             |                                 |                 |
| |                     |             |                                 |                 |
| |                     |             |                                 |                 |
| Classement de l'étape |                     |             |                                 |                 |
| Coureur | Coureur             | Pays        | Équipe                          | Temps           |
| 1er | Cédric Vasseur      | France      | Cofidis-Le Crédit par Téléphone | 4 h 22 min 02 s |
| 2e | Christophe Edaleine | France      | Jean Delatour                   | + 2 min 00 s    |
| 3e | Iban Mayo           | Espagne     | Euskaltel-Euskadi               | + 2 min 09 s    |
| 4e | Christophe Moreau   | France      | Crédit Agricole                 | + 2 min 09 s    |
| 5e | Juan Miguel Mercado | Espagne     | iBanesto.com                    | + 2 min 09 s    |
| 6e | Lance Armstrong     | États-Unis  | US Postal Service-Berry Floor   | DQ              |
| 7e | David Millar        | Royaume-Uni | Cofidis-Le Crédit par Téléphone | + 2 min 39 s    |
| 8e | Remmert Wielinga    | Pays-Bas    | Rabobank                        | + 2 min 56 s    |
| 9e | Cyril Dessel        | France      | Phonak Hearing Systems          | + 3 min 26 s    |
| 10e | Massimiliano Lelli  | Italie      | Cofidis-Le Crédit par Téléphone | + 3 min 26 s    |

## Classements

### Classement général
Convaincu de dopage, Lance Armstrong est déclassé de sa victoire au classement général en 2012. Il apparait donc rayé dans le tableau si dessous. Idem pour son compatriote Levi Leipheimer, huitième du classement final.
| \| Classement général \| Classement général \| Classement général \| Classement général \| Classement général \| \| Coureur \| Coureur \| Pays \| Équipe \| Temps \| \| ------------------ \| ----------------------- \| ------------------ \| ------------------------------- \| ------------------ \| \| 1er \| Lance Armstrong \| États-Unis \| US Postal Service-Berry Floor \| DQ \| \| 2e \| Iban Mayo \| Espagne \| Euskaltel-Euskadi \| + 1 min 12 s \| \| 3e \| David Millar \| Royaume-Uni \| Cofidis-Le Crédit par Téléphone \| + 2 min 47 s \| \| 4e \| Francisco Mancebo \| Espagne \| iBanesto.com \| + 4 min 35 s \| \| 5e \| Christophe Moreau \| France \| Crédit Agricole \| + 4 min 59 s \| \| 6e \| Íñigo Chaurreau \| Espagne \| AG2R Prévoyance \| + 5 min 53 s \| \| 7e \| Juan Miguel Mercado \| Espagne \| iBanesto.com \| + 6 min 03 s \| \| 8e \| Levi Leipheimer \| États-Unis \| Rabobank \| DQ \| \| 9e \| Cyril Dessel \| France \| Phonak Hearing Systems \| + 7 min 18 s \| \| 10e \| Alberto López de Munain \| Espagne \| Euskaltel-Euskadi \| + 8 min 07 s \| |                         |             |                                 |              |
| |                         |             |                                 |              |
| |                         |             |                                 |              |
| Classement général |                         |             |                                 |              |
| Coureur | Coureur                 | Pays        | Équipe                          | Temps        |
| 1er | Lance Armstrong         | États-Unis  | US Postal Service-Berry Floor   | DQ           |
| 2e | Iban Mayo               | Espagne     | Euskaltel-Euskadi               | + 1 min 12 s |
| 3e | David Millar            | Royaume-Uni | Cofidis-Le Crédit par Téléphone | + 2 min 47 s |
| 4e | Francisco Mancebo       | Espagne     | iBanesto.com                    | + 4 min 35 s |
| 5e | Christophe Moreau       | France      | Crédit Agricole                 | + 4 min 59 s |
| 6e | Íñigo Chaurreau         | Espagne     | AG2R Prévoyance                 | + 5 min 53 s |
| 7e | Juan Miguel Mercado     | Espagne     | iBanesto.com                    | + 6 min 03 s |
| 8e | Levi Leipheimer         | États-Unis  | Rabobank                        | DQ           |
| 9e | Cyril Dessel            | France      | Phonak Hearing Systems          | + 7 min 18 s |
| 10e | Alberto López de Munain | Espagne     | Euskaltel-Euskadi               | + 8 min 07 s |

### Classements annexes
| Classement par points | Classement par points | Classement par points | Classement par points           | Classement par points |
| Coureur               | Coureur               | Pays                  | Équipe                          | Points                |
| --------------------- | --------------------- | --------------------- | ------------------------------- | --------------------- |
| 1er                   | Iban Mayo             | Espagne               | Euskaltel-Euskadi               | 113 pts               |
| 2e                    | Lance Armstrong       | États-Unis            | US Postal Service-Berry Floor   | DQ                    |
| 3e                    | David Millar          | Royaume-Uni           | Cofidis-Le Crédit par Téléphone | 64 pts                |
| 4e                    | Francisco Mancebo     | Espagne               | iBanesto.com                    | 59 pts                |
| 5e                    | Christophe Moreau     | France                | Crédit Agricole                 | 50 pts                |
| 6e                    | Juan Miguel Mercado   | Espagne               | iBanesto.com                    | 48 pts                |
| 7e                    | Cédric Vasseur        | France                | Cofidis-Le Crédit par Téléphone | 38 pts                |
| 8e                    | Levi Leipheimer       | États-Unis            | Rabobank                        | DQ                    |
| 9e                    | Plamen Stoyanov       | Bulgarie              | BigMat-Auber 93                 | 31 pts                |
| 10e                   | Maryan Hary           | France                | Brioches La Boulangère          | 31 pts                |

| Classement par points | Classement par points | Classement par points | Classement par points           | Classement par points |
| Coureur               | Coureur               | Pays                  | Équipe                          | Points                |
| --------------------- | --------------------- | --------------------- | ------------------------------- | --------------------- |
| 1er                   | Iban Mayo             | Espagne               | Euskaltel-Euskadi               | 113 pts               |
| 2e                    | Lance Armstrong       | États-Unis            | US Postal Service-Berry Floor   | DQ                    |
| 3e                    | David Millar          | Royaume-Uni           | Cofidis-Le Crédit par Téléphone | 64 pts                |
| 4e                    | Francisco Mancebo     | Espagne               | iBanesto.com                    | 59 pts                |
| 5e                    | Christophe Moreau     | France                | Crédit Agricole                 | 50 pts                |
| 6e                    | Juan Miguel Mercado   | Espagne               | iBanesto.com                    | 48 pts                |
| 7e                    | Cédric Vasseur        | France                | Cofidis-Le Crédit par Téléphone | 38 pts                |
| 8e                    | Levi Leipheimer       | États-Unis            | Rabobank                        | DQ                    |
| 9e                    | Plamen Stoyanov       | Bulgarie              | BigMat-Auber 93                 | 31 pts                |
| 10e                   | Maryan Hary           | France                | Brioches La Boulangère          | 31 pts                |

| Classement de la montagne | Classement de la montagne | Classement de la montagne | Classement de la montagne       | Classement de la montagne |
| Coureur                   | Coureur                   | Pays                      | Équipe                          | Points                    |
| ------------------------- | ------------------------- | ------------------------- | ------------------------------- | ------------------------- |
| 1er                       | Iban Mayo                 | Espagne                   | Euskaltel-Euskadi               | 132 pts                   |
| 2e                        | Lance Armstrong           | États-Unis                | US Postal Service-Berry Floor   | DQ                        |
| 3e                        | Christophe Moreau         | France                    | Crédit Agricole                 | 81 pts                    |
| 4e                        | Francisco Mancebo         | Espagne                   | iBanesto.com                    | 75 pts                    |
| 5e                        | Christophe Edaleine       | France                    | Jean Delatour                   | 61 pts                    |
| 6e                        | Pablo Lastras             | Espagne                   | iBanesto.com                    | 60 pts                    |
| 7e                        | Juan Miguel Mercado       | Espagne                   | iBanesto.com                    | 57 pts                    |
| 8e                        | Cédric Vasseur            | France                    | Cofidis-Le Crédit par Téléphone | 50 pts                    |
| 9e                        | Ludovic Turpin            | France                    | AG2R Prévoyance                 | 44 pts                    |
| 10e                       | Nicolas Portal            | France                    | AG2R Prévoyance                 | 35 pts                    |

| Classement de la montagne | Classement de la montagne | Classement de la montagne | Classement de la montagne       | Classement de la montagne |
| Coureur                   | Coureur                   | Pays                      | Équipe                          | Points                    |
| ------------------------- | ------------------------- | ------------------------- | ------------------------------- | ------------------------- |
| 1er                       | Iban Mayo                 | Espagne                   | Euskaltel-Euskadi               | 132 pts                   |
| 2e                        | Lance Armstrong           | États-Unis                | US Postal Service-Berry Floor   | DQ                        |
| 3e                        | Christophe Moreau         | France                    | Crédit Agricole                 | 81 pts                    |
| 4e                        | Francisco Mancebo         | Espagne                   | iBanesto.com                    | 75 pts                    |
| 5e                        | Christophe Edaleine       | France                    | Jean Delatour                   | 61 pts                    |
| 6e                        | Pablo Lastras             | Espagne                   | iBanesto.com                    | 60 pts                    |
| 7e                        | Juan Miguel Mercado       | Espagne                   | iBanesto.com                    | 57 pts                    |
| 8e                        | Cédric Vasseur            | France                    | Cofidis-Le Crédit par Téléphone | 50 pts                    |
| 9e                        | Ludovic Turpin            | France                    | AG2R Prévoyance                 | 44 pts                    |
| 10e                       | Nicolas Portal            | France                    | AG2R Prévoyance                 | 35 pts                    |

| Classement du combiné | Classement du combiné | Classement du combiné | Classement du combiné           | Classement du combiné |
| Coureur               | Coureur               | Pays                  | Équipe                          | Points                |
| --------------------- | --------------------- | --------------------- | ------------------------------- | --------------------- |
| 1er                   | Iban Mayo             | Espagne               | Euskaltel-Euskadi               | 280 pts               |
| 2e                    | Lance Armstrong       | États-Unis            | US Postal Service-Berry Floor   | DQ                    |
| 3e                    | Francisco Mancebo     | Espagne               | iBanesto.com                    | 160 pts               |
| 4e                    | Christophe Moreau     | France                | Crédit Agricole                 | 154 pts               |
| 5e                    | Juan Miguel Mercado   | Espagne               | iBanesto.com                    | 123 pts               |
| 6e                    | David Millar          | Royaume-Uni           | Cofidis-Le Crédit par Téléphone | 113 pts               |
| 7e                    | Cédric Vasseur        | France                | Cofidis-Le Crédit par Téléphone | 93 pts                |
| 8e                    | Christophe Edaleine   | France                | Jean Delatour                   | 90 pts                |
| 9e                    | Íñigo Chaurreau       | Espagne               | AG2R Prévoyance                 | 70 pts                |
| 10e                   | Pablo Lastras         | Espagne               | iBanesto.com                    | 70 pts                |

| Classement du combiné | Classement du combiné | Classement du combiné | Classement du combiné           | Classement du combiné |
| Coureur               | Coureur               | Pays                  | Équipe                          | Points                |
| --------------------- | --------------------- | --------------------- | ------------------------------- | --------------------- |
| 1er                   | Iban Mayo             | Espagne               | Euskaltel-Euskadi               | 280 pts               |
| 2e                    | Lance Armstrong       | États-Unis            | US Postal Service-Berry Floor   | DQ                    |
| 3e                    | Francisco Mancebo     | Espagne               | iBanesto.com                    | 160 pts               |
| 4e                    | Christophe Moreau     | France                | Crédit Agricole                 | 154 pts               |
| 5e                    | Juan Miguel Mercado   | Espagne               | iBanesto.com                    | 123 pts               |
| 6e                    | David Millar          | Royaume-Uni           | Cofidis-Le Crédit par Téléphone | 113 pts               |
| 7e                    | Cédric Vasseur        | France                | Cofidis-Le Crédit par Téléphone | 93 pts                |
| 8e                    | Christophe Edaleine   | France                | Jean Delatour                   | 90 pts                |
| 9e                    | Íñigo Chaurreau       | Espagne               | AG2R Prévoyance                 | 70 pts                |
| 10e                   | Pablo Lastras         | Espagne               | iBanesto.com                    | 70 pts                |

| Classement par équipes | Classement par équipes          | Classement par équipes | Classement par équipes |
| Équipe                 | Équipe                          | Pays                   | Temps                  |
| ---------------------- | ------------------------------- | ---------------------- | ---------------------- |
| 1re                    | iBanesto.com                    | Espagne                | 88 h 55 min 42 s       |
| 2e                     | Cofidis-Le Crédit par Téléphone | France                 | + 55 s                 |
| 3e                     | AG2R Prévoyance                 | France                 | + 2 min 44 s           |
| 4e                     | Euskaltel-Euskadi               | Espagne                | + 4 min 05 s           |
| 5e                     | Rabobank                        | Pays-Bas               | + 11 min 35 s          |
| 6e                     | US Postal Service-Berry Floor   | États-Unis             | + 15 min 14 s          |
| 7e                     | Quick Step-Davitamon            | Belgique               | + 32 min 38 s          |
| 8e                     | Phonak Hearing Systems          | Suisse                 | + 34 min 39 s          |
| 9e                     | Crédit agricole                 | France                 | + 48 min 21 s          |
| 10e                    | Jean Delatour                   | France                 | + 49 min 45 s          |

| Classement par équipes | Classement par équipes          | Classement par équipes | Classement par équipes |
| Équipe                 | Équipe                          | Pays                   | Temps                  |
| ---------------------- | ------------------------------- | ---------------------- | ---------------------- |
| 1re                    | iBanesto.com                    | Espagne                | 88 h 55 min 42 s       |
| 2e                     | Cofidis-Le Crédit par Téléphone | France                 | + 55 s                 |
| 3e                     | AG2R Prévoyance                 | France                 | + 2 min 44 s           |
| 4e                     | Euskaltel-Euskadi               | Espagne                | + 4 min 05 s           |
| 5e                     | Rabobank                        | Pays-Bas               | + 11 min 35 s          |
| 6e                     | US Postal Service-Berry Floor   | États-Unis             | + 15 min 14 s          |
| 7e                     | Quick Step-Davitamon            | Belgique               | + 32 min 38 s          |
| 8e                     | Phonak Hearing Systems          | Suisse                 | + 34 min 39 s          |
| 9e                     | Crédit agricole                 | France                 | + 48 min 21 s          |
| 10e                    | Jean Delatour                   | France                 | + 49 min 45 s          |

## Liste des participants
| US Postal Service-Berry Floor USP | US Postal Service-Berry Floor USP | US Postal Service-Berry Floor USP |
| --------------------------------- | --------------------------------- | --------------------------------- |
| Num                               | Coureur                           | Pos                               |
| 1                                 | Lance Armstrong (USA)             | 1er                               |
| 2                                 | Manuel Beltrán (ESP)              |                                   |
| 3                                 | Viatcheslav Ekimov (RUS)          |                                   |
| 4                                 | Floyd Landis (USA)                |                                   |
| 5                                 | Guennadi Mikhailov (RUS)          |                                   |
| 6                                 | Pavel Padrnos (CZE)               |                                   |
| 7                                 | Víctor Hugo Peña (COL)            |                                   |
| 8                                 | José Luis Rubiera (ESP)           |                                   |

| Crédit Agricole C.A | Crédit Agricole C.A       | Crédit Agricole C.A |
| ------------------- | ------------------------- | ------------------- |
| Num                 | Coureur                   | Pos                 |
| 11                  | Christophe Moreau (FRA)   | 5e                  |
| 12                  | Pierrick Fédrigo (FRA)    |                     |
| 13                  | Cédric Fragnière (SUI)    |                     |
| 14                  | Thor Hushovd (NOR)        |                     |
| 15                  | Mads Kaggestad (NOR)      |                     |
| 16                  | Christophe Le Mével (FRA) |                     |
| 17                  | Anthony Morin (FRA)       |                     |
| 18                  | Benoît Poilvet (FRA)      |                     |

| CSC | CSC                      | CSC |
| --- | ------------------------ | --- |
| Num | Coureur                  | Pos |
| 21  | Tyler Hamilton (USA)     |     |
| 22  | Michael Blaudzun (DEN)   |     |
| 23  | Manuel Calvente (ESP)    |     |
| 24  | Nicolas Jalabert (FRA)   |     |
| 25  | Peter Luttenberger (AUT) |     |
| 26  | Andrea Peron (ITA)       |     |
| 27  | Carlos Sastre (ESP)      |     |
| 28  | Nicki Sørensen (DEN)     |     |

| Alessio ALS | Alessio ALS            | Alessio ALS |
| ----------- | ---------------------- | ----------- |
| Num         | Coureur                | Pos         |
| 31          | Laurent Dufaux (SUI)   |             |
| 32          | Andrea Brognara (ITA)  |             |
| 33          | Raffaele Ferrara (ITA) |             |
| 34          | Davide Frattini (ITA)  |             |
| 35          | Angelo Furlan (ITA)    |             |
| 36          | Ruslan Ivanov (MDA)    |             |
| 37          | Denis Lunghi (ITA)     |             |
| 38          | Ruggero Marzoli (ITA)  |             |

| Brioches La Boulangère BLB | Brioches La Boulangère BLB | Brioches La Boulangère BLB |
| -------------------------- | -------------------------- | -------------------------- |
| Num                        | Coureur                    | Pos                        |
| 41                         | Sylvain Chavanel (FRA)     |                            |
| 42                         | Walter Bénéteau (FRA)      |                            |
| 43                         | Anthony Charteau (FRA)     |                            |
| 44                         | Anthony Geslin (FRA)       |                            |
| 45                         | Maryan Hary (FRA)          |                            |
| 46                         | Jérôme Pineau (FRA)        |                            |
| 47                         | Franck Renier (FRA)        |                            |
| 48                         | Didier Rous (FRA)          |                            |

| Quick Step-Davitamon QSD | Quick Step-Davitamon QSD | Quick Step-Davitamon QSD |
| ------------------------ | ------------------------ | ------------------------ |
| Num                      | Coureur                  | Pos                      |
| 51                       | Richard Virenque (FRA)   |                          |
| 52                       | Tom Boonen (BEL)         |                          |
| 53                       | David Cañada (ESP)       |                          |
| 54                       | Andrey Kashechkin (KAZ)  |                          |
| 55                       | Bram Tankink (NED)       |                          |
| 56                       | Wilfried Cretskens (BEL) |                          |
| 57                       | Kurt Van de Wouwer (BEL) |                          |
| 58                       | Piotr Wadecki (POL)      |                          |

| Cofidis-Le Crédit par Téléphone COF | Cofidis-Le Crédit par Téléphone COF | Cofidis-Le Crédit par Téléphone COF |
| ----------------------------------- | ----------------------------------- | ----------------------------------- |
| Num                                 | Coureur                             | Pos                                 |
| 61                                  | David Moncoutié (FRA)               |                                     |
| 62                                  | Frédéric Bessy (FRA)                |                                     |
| 63                                  | Médéric Clain (FRA)                 |                                     |
| 64                                  | Dmitriy Fofonov (KAZ)               |                                     |
| 65                                  | Massimiliano Lelli (ITA)            |                                     |
| 66                                  | David Millar (GBR)                  | 3e                                  |
| 67                                  | Janek Tombak (EST)                  |                                     |
| 68                                  | Cédric Vasseur (FRA)                |                                     |

| iBanesto.com BAN | iBanesto.com BAN                 | iBanesto.com BAN |
| ---------------- | -------------------------------- | ---------------- |
| Num              | Coureur                          | Pos              |
| 71               | Denis Menchov (RUS)              |                  |
| 72               | José Vicente García Acosta (ESP) |                  |
| 73               | Rafael Mateos (ESP)              |                  |
| 74               | Vladimir Karpets (RUS)           |                  |
| 75               | Pablo Lastras (ESP)              |                  |
| 76               | Francisco Mancebo (ESP)          | 4e               |
| 77               | Juan Miguel Mercado (ESP)        | 7e               |
| 78               | Javier Pascual Rodríguez (ESP)   |                  |

| Fdjeux.com FDJ | Fdjeux.com FDJ          | Fdjeux.com FDJ |
| -------------- | ----------------------- | -------------- |
| Num            | Coureur                 | Pos            |
| 81             | Nicolas Vogondy (FRA)   |                |
| 82             | Baden Cooke (AUS)       |                |
| 83             | Jacky Durand (FRA)      |                |
| 84             | Philippe Gilbert (BEL)  |                |
| 85             | Bradley McGee (AUS)     |                |
| 86             | Christophe Mengin (FRA) |                |
| 87             | Benoît Vaugrenard (FRA) |                |
| 88             | Matthew Wilson (AUS)    |                |

| Rabobank RAB | Rabobank RAB           | Rabobank RAB |
| ------------ | ---------------------- | ------------ |
| Num          | Coureur                | Pos          |
| 91           | Michael Boogerd (NED)  |              |
| 92           | Jan Boven (NED)        |              |
| 93           | Kevin De Weert (BEL)   |              |
| 94           | Addy Engels (NED)      |              |
| 95           | Levi Leipheimer (USA)  | 8e           |
| 96           | Grischa Niermann (GER) |              |
| 97           | Remmert Wielinga (NED) |              |
| 98           | Beat Zberg (SUI)       |              |

| AG2R Prévoyance A2R | AG2R Prévoyance A2R       | AG2R Prévoyance A2R |
| ------------------- | ------------------------- | ------------------- |
| Num                 | Coureur                   | Pos                 |
| 101                 | Laurent Brochard (FRA)    |                     |
| 102                 | Mikel Astarloza (ESP)     |                     |
| 103                 | Alexandre Botcharov (RUS) |                     |
| 104                 | Íñigo Chaurreau (ESP)     | 6e                  |
| 105                 | Andy Flickinger (FRA)     |                     |
| 106                 | Christophe Oriol (FRA)    |                     |
| 107                 | Nicolas Portal (FRA)      |                     |
| 108                 | Ludovic Turpin (FRA)      |                     |

| Euskaltel-Euskadi EUS | Euskaltel-Euskadi EUS         | Euskaltel-Euskadi EUS |
| --------------------- | ----------------------------- | --------------------- |
| Num                   | Coureur                       | Pos                   |
| 111                   | Iker Flores (ESP)             |                       |
| 112                   | Rubén Díaz de Cerio (ESP)     |                       |
| 113                   | Alberto López de Munain (ESP) | 10e                   |
| 114                   | Egoi Martínez (ESP)           |                       |
| 115                   | Iban Mayo (ESP)               | 2e                    |
| 116                   | Aitor Silloniz (ESP)          |                       |
| 117                   | Josu Silloniz (ESP)           |                       |
| 118                   | Joseba Zubeldia (ESP)         |                       |

| Jean Delatour DEL | Jean Delatour DEL         | Jean Delatour DEL |
| ----------------- | ------------------------- | ----------------- |
| Num               | Coureur                   | Pos               |
| 121               | Patrice Halgand (FRA)     |                   |
| 122               | Samuel Dumoulin (FRA)     |                   |
| 123               | Gilles Bouvard (FRA)      |                   |
| 124               | Christophe Edaleine (FRA) |                   |
| 125               | Frédéric Finot (FRA)      |                   |
| 126               | Eddy Seigneur (FRA)       |                   |
| 127               | Yuriy Krivtsov (UKR)      |                   |
| 128               | Laurent Lefèvre (FRA)     |                   |

| Phonak Hearing Systems PHO | Phonak Hearing Systems PHO | Phonak Hearing Systems PHO |
| -------------------------- | -------------------------- | -------------------------- |
| Num                        | Coureur                    | Pos                        |
| 131                        | Benoît Salmon (FRA)        |                            |
| 132                        | Roger Beuchat (SUI)        |                            |
| 133                        | Gonzalo Bayarri (ESP)      |                            |
| 134                        | Iker Camaño (ESP)          |                            |
| 135                        | Cyril Dessel (FRA)         | 9e                         |
| 136                        | Fabrice Gougot (FRA)       |                            |
| 137                        | Miguel Martinez (FRA)      |                            |
| 138                        | Aliaksandr Usau (BLR)      |                            |

| BigMat-Auber 93 BIG | BigMat-Auber 93 BIG        | BigMat-Auber 93 BIG |
| ------------------- | -------------------------- | ------------------- |
| Num                 | Coureur                    | Pos                 |
| 141                 | Félix García Casas (ESP)   |                     |
| 142                 | Guillaume Auger (FRA)      |                     |
| 143                 | Ludovic Auger (FRA)        |                     |
| 144                 | Loïc Lamouller (FRA)       |                     |
| 145                 | Plamen Stoyanov (BUL)      |                     |
| 146                 | Alexei Sivakov (RUS)       |                     |
| 147                 | Sébastien Talabardon (FRA) |                     |
| 148                 | Yannick Talabardon (FRA)   |                     |

| US Postal Service-Berry Floor USP | US Postal Service-Berry Floor USP | US Postal Service-Berry Floor USP |
| --------------------------------- | --------------------------------- | --------------------------------- |
| Num                               | Coureur                           | Pos                               |
| 1                                 | Lance Armstrong (USA)             | 1er                               |
| 2                                 | Manuel Beltrán (ESP)              |                                   |
| 3                                 | Viatcheslav Ekimov (RUS)          |                                   |
| 4                                 | Floyd Landis (USA)                |                                   |
| 5                                 | Guennadi Mikhailov (RUS)          |                                   |
| 6                                 | Pavel Padrnos (CZE)               |                                   |
| 7                                 | Víctor Hugo Peña (COL)            |                                   |
| 8                                 | José Luis Rubiera (ESP)           |                                   |

| Crédit Agricole C.A | Crédit Agricole C.A       | Crédit Agricole C.A |
| ------------------- | ------------------------- | ------------------- |
| Num                 | Coureur                   | Pos                 |
| 11                  | Christophe Moreau (FRA)   | 5e                  |
| 12                  | Pierrick Fédrigo (FRA)    |                     |
| 13                  | Cédric Fragnière (SUI)    |                     |
| 14                  | Thor Hushovd (NOR)        |                     |
| 15                  | Mads Kaggestad (NOR)      |                     |
| 16                  | Christophe Le Mével (FRA) |                     |
| 17                  | Anthony Morin (FRA)       |                     |
| 18                  | Benoît Poilvet (FRA)      |                     |

| CSC | CSC                      | CSC |
| --- | ------------------------ | --- |
| Num | Coureur                  | Pos |
| 21  | Tyler Hamilton (USA)     |     |
| 22  | Michael Blaudzun (DEN)   |     |
| 23  | Manuel Calvente (ESP)    |     |
| 24  | Nicolas Jalabert (FRA)   |     |
| 25  | Peter Luttenberger (AUT) |     |
| 26  | Andrea Peron (ITA)       |     |
| 27  | Carlos Sastre (ESP)      |     |
| 28  | Nicki Sørensen (DEN)     |     |

| Alessio ALS | Alessio ALS            | Alessio ALS |
| ----------- | ---------------------- | ----------- |
| Num         | Coureur                | Pos         |
| 31          | Laurent Dufaux (SUI)   |             |
| 32          | Andrea Brognara (ITA)  |             |
| 33          | Raffaele Ferrara (ITA) |             |
| 34          | Davide Frattini (ITA)  |             |
| 35          | Angelo Furlan (ITA)    |             |
| 36          | Ruslan Ivanov (MDA)    |             |
| 37          | Denis Lunghi (ITA)     |             |
| 38          | Ruggero Marzoli (ITA)  |             |

| Brioches La Boulangère BLB | Brioches La Boulangère BLB | Brioches La Boulangère BLB |
| -------------------------- | -------------------------- | -------------------------- |
| Num                        | Coureur                    | Pos                        |
| 41                         | Sylvain Chavanel (FRA)     |                            |
| 42                         | Walter Bénéteau (FRA)      |                            |
| 43                         | Anthony Charteau (FRA)     |                            |
| 44                         | Anthony Geslin (FRA)       |                            |
| 45                         | Maryan Hary (FRA)          |                            |
| 46                         | Jérôme Pineau (FRA)        |                            |
| 47                         | Franck Renier (FRA)        |                            |
| 48                         | Didier Rous (FRA)          |                            |

| Quick Step-Davitamon QSD | Quick Step-Davitamon QSD | Quick Step-Davitamon QSD |
| ------------------------ | ------------------------ | ------------------------ |
| Num                      | Coureur                  | Pos                      |
| 51                       | Richard Virenque (FRA)   |                          |
| 52                       | Tom Boonen (BEL)         |                          |
| 53                       | David Cañada (ESP)       |                          |
| 54                       | Andrey Kashechkin (KAZ)  |                          |
| 55                       | Bram Tankink (NED)       |                          |
| 56                       | Wilfried Cretskens (BEL) |                          |
| 57                       | Kurt Van de Wouwer (BEL) |                          |
| 58                       | Piotr Wadecki (POL)      |                          |

| Cofidis-Le Crédit par Téléphone COF | Cofidis-Le Crédit par Téléphone COF | Cofidis-Le Crédit par Téléphone COF |
| ----------------------------------- | ----------------------------------- | ----------------------------------- |
| Num                                 | Coureur                             | Pos                                 |
| 61                                  | David Moncoutié (FRA)               |                                     |
| 62                                  | Frédéric Bessy (FRA)                |                                     |
| 63                                  | Médéric Clain (FRA)                 |                                     |
| 64                                  | Dmitriy Fofonov (KAZ)               |                                     |
| 65                                  | Massimiliano Lelli (ITA)            |                                     |
| 66                                  | David Millar (GBR)                  | 3e                                  |
| 67                                  | Janek Tombak (EST)                  |                                     |
| 68                                  | Cédric Vasseur (FRA)                |                                     |

| iBanesto.com BAN | iBanesto.com BAN                 | iBanesto.com BAN |
| ---------------- | -------------------------------- | ---------------- |
| Num              | Coureur                          | Pos              |
| 71               | Denis Menchov (RUS)              |                  |
| 72               | José Vicente García Acosta (ESP) |                  |
| 73               | Rafael Mateos (ESP)              |                  |
| 74               | Vladimir Karpets (RUS)           |                  |
| 75               | Pablo Lastras (ESP)              |                  |
| 76               | Francisco Mancebo (ESP)          | 4e               |
| 77               | Juan Miguel Mercado (ESP)        | 7e               |
| 78               | Javier Pascual Rodríguez (ESP)   |                  |

| Fdjeux.com FDJ | Fdjeux.com FDJ          | Fdjeux.com FDJ |
| -------------- | ----------------------- | -------------- |
| Num            | Coureur                 | Pos            |
| 81             | Nicolas Vogondy (FRA)   |                |
| 82             | Baden Cooke (AUS)       |                |
| 83             | Jacky Durand (FRA)      |                |
| 84             | Philippe Gilbert (BEL)  |                |
| 85             | Bradley McGee (AUS)     |                |
| 86             | Christophe Mengin (FRA) |                |
| 87             | Benoît Vaugrenard (FRA) |                |
| 88             | Matthew Wilson (AUS)    |                |

| Rabobank RAB | Rabobank RAB           | Rabobank RAB |
| ------------ | ---------------------- | ------------ |
| Num          | Coureur                | Pos          |
| 91           | Michael Boogerd (NED)  |              |
| 92           | Jan Boven (NED)        |              |
| 93           | Kevin De Weert (BEL)   |              |
| 94           | Addy Engels (NED)      |              |
| 95           | Levi Leipheimer (USA)  | 8e           |
| 96           | Grischa Niermann (GER) |              |
| 97           | Remmert Wielinga (NED) |              |
| 98           | Beat Zberg (SUI)       |              |

| AG2R Prévoyance A2R | AG2R Prévoyance A2R       | AG2R Prévoyance A2R |
| ------------------- | ------------------------- | ------------------- |
| Num                 | Coureur                   | Pos                 |
| 101                 | Laurent Brochard (FRA)    |                     |
| 102                 | Mikel Astarloza (ESP)     |                     |
| 103                 | Alexandre Botcharov (RUS) |                     |
| 104                 | Íñigo Chaurreau (ESP)     | 6e                  |
| 105                 | Andy Flickinger (FRA)     |                     |
| 106                 | Christophe Oriol (FRA)    |                     |
| 107                 | Nicolas Portal (FRA)      |                     |
| 108                 | Ludovic Turpin (FRA)      |                     |

| Euskaltel-Euskadi EUS | Euskaltel-Euskadi EUS         | Euskaltel-Euskadi EUS |
| --------------------- | ----------------------------- | --------------------- |
| Num                   | Coureur                       | Pos                   |
| 111                   | Iker Flores (ESP)             |                       |
| 112                   | Rubén Díaz de Cerio (ESP)     |                       |
| 113                   | Alberto López de Munain (ESP) | 10e                   |
| 114                   | Egoi Martínez (ESP)           |                       |
| 115                   | Iban Mayo (ESP)               | 2e                    |
| 116                   | Aitor Silloniz (ESP)          |                       |
| 117                   | Josu Silloniz (ESP)           |                       |
| 118                   | Joseba Zubeldia (ESP)         |                       |

| Jean Delatour DEL | Jean Delatour DEL         | Jean Delatour DEL |
| ----------------- | ------------------------- | ----------------- |
| Num               | Coureur                   | Pos               |
| 121               | Patrice Halgand (FRA)     |                   |
| 122               | Samuel Dumoulin (FRA)     |                   |
| 123               | Gilles Bouvard (FRA)      |                   |
| 124               | Christophe Edaleine (FRA) |                   |
| 125               | Frédéric Finot (FRA)      |                   |
| 126               | Eddy Seigneur (FRA)       |                   |
| 127               | Yuriy Krivtsov (UKR)      |                   |
| 128               | Laurent Lefèvre (FRA)     |                   |

| Phonak Hearing Systems PHO | Phonak Hearing Systems PHO | Phonak Hearing Systems PHO |
| -------------------------- | -------------------------- | -------------------------- |
| Num                        | Coureur                    | Pos                        |
| 131                        | Benoît Salmon (FRA)        |                            |
| 132                        | Roger Beuchat (SUI)        |                            |
| 133                        | Gonzalo Bayarri (ESP)      |                            |
| 134                        | Iker Camaño (ESP)          |                            |
| 135                        | Cyril Dessel (FRA)         | 9e                         |
| 136                        | Fabrice Gougot (FRA)       |                            |
| 137                        | Miguel Martinez (FRA)      |                            |
| 138                        | Aliaksandr Usau (BLR)      |                            |

| BigMat-Auber 93 BIG | BigMat-Auber 93 BIG        | BigMat-Auber 93 BIG |
| ------------------- | -------------------------- | ------------------- |
| Num                 | Coureur                    | Pos                 |
| 141                 | Félix García Casas (ESP)   |                     |
| 142                 | Guillaume Auger (FRA)      |                     |
| 143                 | Ludovic Auger (FRA)        |                     |
| 144                 | Loïc Lamouller (FRA)       |                     |
| 145                 | Plamen Stoyanov (BUL)      |                     |
| 146                 | Alexei Sivakov (RUS)       |                     |
| 147                 | Sébastien Talabardon (FRA) |                     |
| 148                 | Yannick Talabardon (FRA)   |                     |